# Jean-Louis Poitevin
 (novembre 2020).
Jean-Louis Poitevin, né 7 juillet 1955 à Nantes, est écrivain et critique d’art.

## Biographie

### Formation
Après deux années au Lycée Lakanal de Sceaux (admissible à l’École normale supérieure de Cachan), Jean-Louis Poitevin poursuit des études de philosophie à la Sorbonne (Paris I). Après un mémoire de maîtrise sous la direction de Michel Serres, il entreprend une thèse sur l’œuvre de l’écrivain autrichien Robert Musil, écrivain sur lequel il travaillera régulièrement. Lecteur à l’université de Vienne (Autriche) de 1979 à 1982, il y écrit sa thèse "Sens et fonction de la notion de principe dans l’œuvre de Robert Musil", sous la direction de Jacques Bouveresse.

## Carrière

### Kanal Magazine et premières publications
De retour à Paris, il devient un rédacteur permanent - entre 1984 et 1991 - de la revue Kanal Magazine que Michel Giroud vient de fonder. Outre cette plongée dans le monde de l’art contemporain, il publie un certain nombre d’ouvrages en particulier sur Julien Gracq. Il publie également un certain nombre de textes et de poèmes en relation avec des artistes. Un séjour au Mont Athos le conduira à publier en 1996 le journal qu’il y a tenu. Grâce à une bourse du CNL, il se plonge de nouveau dans l’œuvre de Robert Musil qu’il aborde cette fois sous un angle global et systématique. Il publie en 1996, aux éditions José Corti, "La Cuisson de l'homme, essai sur l’œuvre de Robert Musil".

### Enseignement et recherche
Parallèlement à son parcours d’écrivain, il a été chargé de cours en esthétique et art contemporain entre 1994 et 1998,  dans différentes universités : Paris VIII Saint Denis, Boulogne-sur-Mer et Marne-la-Vallée. Dans cette même période, il a été chercheur au LARMM (Laboratoire d'analyses et de recherches sur la mutation des marchés) au sein de l'EAP (École européenne des affaires de la chambre de commerce et d'industrie de Paris).

### Attaché culturel
De 1998 à 2004, il est attaché culturel en Allemagne et en Autriche : il dirige de 1998 à 2000 l’Institut français de Stuttgart où il mène une politique particulièrement active dans le domaine des arts plastiques. Puis il dirige jusqu'en 2004 l’Institut français d’Innsbruck et est actif aussi à Salzbourg et Bregenz. Durant cette période il n’abandonne pas pour autant l’écriture. Il publie aussi bien des textes sur des artistes que des essais, et un roman en allemand, intitulé "Ein Ort, an dem seit Tagen kein Wunder geschah", aux éditions Donata Kinzelbach (Verlag Donata Kinzelbach Mainz) sous le pseudonyme de David Honigmann.

### Critique d'art
À partir de 2004, il s’installe de nouveau à Paris, reprenant ses activités d’écrivain et de critique d’art. Outre de nombreuses préfaces et plaquettes pour des artistes, il publie régulièrement aussi bien des essais sur l’œuvre d’artistes que des romans et des récits. Il participe aussi à de nombreux ouvrages collectifs. Il fait régulièrement des conférences en France et à l’étranger essentiellement sur des artistes, des écrivains et des sujets relatifs à l’histoire et à l’anthropologie des images. Il devient membre de l’AICA (Association internationale des critiques d’art).

### Réflexion sur les images et fondation TK-21 La Revue
De 2005 à 2012, il anime un séminaire nomade sur l’image et la post-histoire où sont discutés des textes philosophiques relatifs aux images. De ce travail de réflexion émerge l’idée de le rendre public.
Ainsi, en 2011, naît TK-21 La Revue, dont il est le fondateur. Le socle théorique de cette revue en ligne a été, jusqu'en 2023, l'analyse de tous les types d'images en tant que telles et en particulier dans leurs relations avec les textes et l'écriture. Mensuelle, cette revue s’est installée dans le paysage français des magazines en ligne. Outre analyser et présenter des œuvres de différents fabricateurs d’images (artistes, photographes, vidéastes...) TK-21 La Revue a abordé quelques sujets de société. On y trouve aussi des inédits de poètes et de romanciers. Il quitte la rédaction en chef de TK21 La Revue en juin 2023.

### Nouvelles recherches, nouveaux séminaires
Engagé très tôt dans la pratique de l’écriture, il revendique une approche ouverte de celle-ci. Comme philosophe, il a écrit une thèse sur un romancier - Robert Musil - dont l’œuvre est un exemple rare d’un usage de l’essai dans le roman. Cela l’a convaincu que les passerelles entre les arts étaient d’une importance capitale. Son travail est porté par le désir de faire passer concepts, notions et éléments poétiques du champ de l’art à celui de la littérature et réciproquement.
En 2019, il a relancé, dans un séminaire qu'il tient à la galerie Hors-Champs [/Http://www.stelin.fr/galerie-hors-champs-com/], un travail de réflexion à partir des œuvres de Vilém Flusser, Gilbert Simondon, Julian Jaynes et Bernard Stiegler.
Après avoir travaillé sur "Le Mensonge Absolu", il a intitulé son nouveau séminaire "Faire des Dieux". Cette recherche le conduit à établir des liens entre les différentes approches de Dieu. Des dieux grecs aux Evangiles, en passant par l'étude de certains mystiques, écrivains, poètes et philosophes, il ouvre une  brèche dans les conceptions de Dieu imposées par les dogmes religieux. Enregistrés, ces séminaires sont accessibles sur le site Regard sur l'image.

## Ouvrages
(juin 2023).
La mise en forme du texte ne suit pas les recommandations de Wikipédia : il faut le « wikifier ».
Les points d'amélioration suivants sont les cas les plus fréquents. Le détail des points à revoir est peut-être précisé sur la page de discussion.
- Les titres sont pré-formatés par le logiciel. Ils ne sont ni en capitales, ni en gras.
- Le texte ne doit pas être écrit en capitales (les noms de famille non plus), ni en gras, ni en italique, ni en « petit »…
- Le gras n'est utilisé que pour surligner le titre de l'article dans l'introduction, une seule fois.
- L'italique est rarement utilisé : mots en langue étrangère, titres d'œuvres, noms de bateaux, etc.
- Les citations ne sont pas en italique mais en corps de texte normal. Elles sont entourées par des guillemets français : « et ».
- Les listes à puces sont à éviter, des paragraphes rédigés étant largement préférés. Les tableaux sont à réserver à la présentation de données structurées (résultats, etc.).
- Les appels de note de bas de page (petits chiffres en exposant, introduits par l'outil «  Source ») sont à placer entre la fin de phrase et le point final[comme ça].
- Les liens internes (vers d'autres articles de Wikipédia) sont à choisir avec parcimonie. Créez des liens vers des articles approfondissant le sujet. Les termes génériques sans rapport avec le sujet sont à éviter, ainsi que les répétitions de liens vers un même terme.
- Les liens externes sont à placer uniquement dans une section « Liens externes », à la fin de l'article. Ces liens sont à choisir avec parcimonie suivant les règles définies. Si un lien sert de source à l'article, son insertion dans le texte est à faire par les notes de bas de page.
- La présentation des références doit suivre les conventions bibliographiques. Il est recommandé d'utiliser les modèles {{Ouvrage}}, {{Chapitre}}, {{Article}}, {{Lien web}} et/ou {{Bibliographie}}. Le mode d'édition visuel peut mettre en forme automatiquement les références.
- Insérer une infobox (cadre d'informations à droite) n'est pas obligatoire pour parachever la mise en page.

Pour une aide détaillée, merci de consulter Aide:Wikification.
Si vous pensez que ces points ont été résolus, vous pouvez retirer ce bandeau et améliorer la mise en forme d'un autre article.
- Black Mirror La danse des images sur les ruines de la conscience, essai, Les éditions du chien qui passe, 2025
- Grave insulte au cerveau, roman, Les éditions du chien qui passe, 2025
- Paris, paradis des plaisirs, roman, Éditions Douro, 2024
- Postface à Trois Primitifs suivi de Félicien Rops, de Joris-Karl Huysmans, Éditions des Lumières, 2024[10]
- Je suis la vigne, peintures et gravures de Danielle Loisel, Editions Signum, édition limitée, 2023

- Enquête sur la pensée Ricciotti, essai, entretien, Éditions Marcel[11], mai 2021  (ISBN 978-2-9563413-9-0)[12]
- Postface pour La naissance de la conscience dans l’effondrement de l’esprit bicaméral, de Julian Jaynes, Editions Fage[13], février 2021  (ISBN 978-2-84975-534-1)
- Le circuit des évidences, gravures de Wolfgang Seierl, Éditions Akie Arrichi, édition limitée, 2021
- Jonas ou l'extinction de l'attente, roman, Éditions Tinbad, janvier 2021  (ISBN 979-10-96415-30-4)
- Silvère Jarrosson, genèses et gestes, préfacé par Yoyo Maeght postface de Grégoire Prangé, Éditions Marcel, 2020  (ISBN 978-2-9563413-7-6)
- Dirt (De lumière et de boue), texte pour accompagner les photographies de Vittoria Geardi et Renato D’Agostin, Hyakutake Éditions, 2018
- Nicole Sottiaux, Du module à la figure, TK-21 Éditions, Paris, 2016,  (ISBN 978-2-9527260-2-3)
- Séoul, Playstation mélancolique, roman, Éditions L’Atelier des Cahiers, 2016,  (ISBN 9791091555319)[14]
- Une géométrie incidente essai sur l’œuvre du sculpteur Nicolas Sanhes, A, Paris, 2015
- Roma Amor, textes pour accompagner des photographies de Jérôme Sevrette, Éditions de juillet, 2014
- Cosmoérotiques, poème, gravures de Wolfgang Seierl, Éditions Akie Arrichi, édition limitée, 2012
- Mont Ventoux, récit, Éditions des Vanneaux, 2012
- Le génie de la Bastille, Une aventure artistique collective, Parimagine / Le génie de la Bastille, 2012,  (ISBN 978-2-916195-41-4)
- I see the sea and the sea sees me, Christine Laquet, Jean-Louis Poitevin, Éditions Mediabus, Gyeonggi Creation Center, 2011
- Ambiphoto, essai sur l’image, Inkart, Séoul, 2010
- Boomerang, essai sur un projet artistique autour des œuvres de Jérôme Basserode, Philippe Cazal, Jean Daviot, Jimmie Durham, Christophe Magal, Jerôme Robbe, Éditions Archibooks, 2009
- Les nuits sans nom, roman, Éditions La Musardine, 2008
- Die Gerüche der Küche, Traduction de La Cuisson de l’Homme en allemand par Jule Winter, Studienverlag, Innsbruck, 2006
- Le Musée du Point de Vue, Essai sur l’œuvre de Jean-Daniel Berclaz, Éditions de l’œil, 2006
- Quantités discrètes, Essai sur l’œuvre de Jean-Yves Cousseau, FAGE Éditions, 2006
- Make Sense !, « L’envers de l’envers », Éditions POC (piece of cake), 2006
- Polyptyque II, L’injustifiable, 2006,  (ISBN 978-2-9527260-0-9), 2006
- Polyptyque I, Essais sur neuf artistes contemporains, Éditions Alliage’s, Paris, 2005,  (ISBN 2-9515724-3-3)
- Suites pour promenades, gravures Christine Bouvier, photographies  Bernadette Delrieu, Edition B. Delrieu, 2005
- Unified September Addicts, Le déni américain, FAGE Éditions, 2004,  (ISBN 978-2-84975-021-6)
- Ein Ort an dem seit Tagen kein Wunder geschah ein klaustrophober Thriller, sous le pseudonyme de David Honigmann, Donata Kinzelbach Verlag, Mainz, 2003
- Lee Bul, Éditions Les Presses du Réel, 2002
- Le Chaos et l'Éclat, Photographies J.-C. Ballot, Bibliothèque Nationale de France, 2001
- La cuisson de l'homme, Essai sur l'œuvre de Robert Musil, Éditions José Corti, 1996
- L'envers de la vie, Notes du Mont Athos, Éditions Joseph K., 1996
- Manque la nuit, Poèmes (encres, R. Baumgartner), Editions Thurnhof, 1995
- Le Bestiaire, J.P. Huguet, Poèmes (encres, Ph. Louisgrand), 1995
- Qui/Lab, Aphorismes (œuvres de Jérôme Basserode), Editions Jannink, 1992
- Gracq, Photographies d'Yves Guillot, Éditions Marval, 1990
- Julien Gracq, écrivain[3],[15], avec Alain Coelho et Franck Lhomeau, Éditions Siloë, 1988
- Mozart, Éditions Gallimard, réédition aux Éditions Hors Commerce, 1985

### Ouvrages collectifs
- L'imminence du noir, préface à T'Ang Haywen, poèmes, Pascal Payen-Appenzeller, postface de Joël Larousse, Editions Le Geste d'Or, 2024,  (ISBN 978-2-918734-75-8)
- Vanités, photographies de Jean-Christophe Ballot, textes de Dana Rappoport, Laurence Meiffret, Thierry Grillet, 2017,  (ISBN 978-2-9560686-0-0)
- Les ailes d’un ange, postface à Séoul, Visages d’une ville, un essai vidéo de Jina Kim, Ateliers des cahiers, collection images, Paris, 2017
- L’image liquide ou voir au bord de la noyade : remarques sur la mutation du statut des images au début du XXIe siècle, Éditions érès, Collection figures de la psychanalyse, Toulouse, 2015
- Du cinéma à la psychanalyse : le féminin interrogé, essai sur l'œuvre de Cindy Sherman, Éditions érès, Collection le regard qui bat, Toulouse, 2013
- Silences de Lohner et Carlson, six textes sur les cinquante qui composent cet ouvrage consacré aux Actives images de Lohner et Carlson, Éditions Walther König, Köln, 2012
- Fabricateurs d’espace, Institut d’Art Contemporain, Lyon, Les Presses du Réel, 2011
- Werner Lambersy, avec Paul Mathieu et Otto Ganz, coll. Présence de la poésie, Éditions des Vanneaux, 2009
- Africa X-RAY, essais sur l’œuvre de Xavier Lucchesi, avec Joëlle Busca, Jean-Pierre Mohen, Éditions Filigranes, 2008
- Schreber Président, ouvrage sur les mémoires du Président Schreber, FAGE Éditions, 2006